# Assedio di Adrianopoli (813)
L'assedio di Adrianopoli da parte delle forze del Primo impero bulgaro ebbe luogo nell'813 immediatamente dopo la vittoria sui bizantini nella battaglia di Versinicia. L'esercito bulgaro assediante era inizialmente guidato dal fratello del khan Krum, mentre quest'ultimo era impegnato con il nucleo più consistente delle forze bulgare nel tentativo di prendere Costantinopoli. Krum, resosi conto dell'impossibilità di prendere Costantinopoli in mancanza di armi di assedio e di una flotta adeguate, aveva proposto dei negoziati all'imperatore Leone V l'Armeno. I bizantini avevano tuttavia tentato di assassinare Krum nel corso dei negoziati. Il sovrano bulgaro, furioso per l'affronto subito, aveva devastato i sobborghi di Costantinopoli e la Tracia orientale, riunendosi in seguito alle forze assedianti Adrianopoli. La città, tra le più importanti fortezze bizantine nella Tracia, aveva finora resistito, ma dinanzi alla mancanza di aiuti dall'esterno fu costretta a capitolare. Krum ordinò la deportazione dell'intera popolazione della città, circa 10000 individui, nel territorio bulgaro a nord del Danubio.  